# Дашков, Алексей Иванович
Алексей Иванович Дашков (? — 31 марта 1733) — русский дипломат, генерал-почт-директор и тайный советник.

## Биография
Дашков был выходцем из дворянского рода, происходившего от перебравшегося в начале XVI века из Большой Орды в Москву Дашка, который при крещении получил имя Даниил.
В молодости, около 1682 года, Дашков был стольником царицы Прасковьи Феодоровны, а затем, в 1699 году, участвовал в посольстве при А. А. Матвееве.
Зная латынь и немецкий язык, он был послан в 1704 году на обучение к резиденту при польском дворе И. Г. Паткулю. На следующий год Дашков был назначен приставом при английском после, а затем состоял резидентом при польском великом гетмане коронном А. Н. Сенявском (21 января 1708 — 18 декабря 1712 года; 17 марта 1715 — 24 июня 1716 года) и короле Речи Посполитой Августе Сильном (18 декабря 1712 — 17 марта 1715 года). При этом Дашков находился в постоянной переписке с А. Д. Меншиковым, Д. А. Голицыным и П. П. Шафировым, которые признавали в нём выдающиеся способности к дипломатии.
В декабре 1718 был направлен в качестве чрезвычайного и полномочного посланника в Османскую империю, где заключил в Трактат о вечном мире (1723).
По возвращении в Россию  Дашков получил должность генерал-почт-директора, но в 1727 году был уволен и, вероятно, получил какой-то другой чин. Какой именно — ныне неизвестно, однако 28 апреля 1730 года, в день коронации Анны Иоанновны, он был снова уволен и пожалован в тайные советники.
Кроме того, известно, что Дашков был одним из участников движения, стремившегося ограничить власть императрицы Анны Иоанновны, и его подпись значилась под соответствующим проектом А. М. Черкасского.
Умер 31 марта 1733 года.

## Семья
Был женат на Прасковье Даниловне Меньшиковой, сестре А. Д. Меншикова. (По данным актовых книг Москвы был женат на Прасковье Даниловне Татищевой, умершей не позднее 26 марта 1748 года, сестре Алексея Даниловича Татищева, дочери Даниила Михайловича Татищева; дом, ею купленный, наследовал указанный брат и он же продал его в 1763 году своей сестре, Анне Алексеевне, что была замужем за генерал-аншефом Петром Ивановичем Паниным).